# 谷まさる
谷 まさる（たに まさる、本名は粕谷勝、1936年12月21日 - 2023年1月7日）は、日本の経営者。学校法人日本教育財団の創立者である。愛知県名古屋市出身。

## 経歴・人物
ジョージ・岡に師事し、1965年にはエールフランス主催のデザインコンテスト・プロデザインで特賞を受章。1966年に名古屋モード学園を開校し、1971年に大阪校を開校し、1980年に東京校を開校し、1995年にはパリ校「クレアポール」を開校。HAL、名古屋医専、大阪医専、首都医校なども手掛けた。
2018年に東京通信大学を、2019年に国際ファッション専門職大学を、2020年に東京国際工科専門職大学を、 2021年に大阪国際工科専門職大学・名古屋国際工科専門職大学を開校させた。
2023年1月7日死去。86歳没。

## 著書
- 谷勝『自己教育の言説』モード学園、1991年4月1日。ISBN 978-4895910606。 NCID BN15240069。

## テレビ出演
- 日経スペシャル カンブリア宮殿 誰もしないことをやれ！ 好きなことをやれば 一番 伸びる！（2009年10月12日、テレビ東京）[4]